# عبد السلام بوسري
عبد السلام بوسري (1953 الجزائر) هو لاعب كرة قدم جزائري.

## روابط خارجية
- عبد السلام بوسري على موقع قاعدة بيانات كرة القدم.إي يو (الإنجليزية)
- عبد السلام بوسري على موقع ناشيونال فوتبول تيمز (الإنجليزية)